# Condado de St. Johns
O condado de St. Johns (em inglês:  St. Johns County) é um dos 67 condados do estado americano da Flórida. A sede e cidade mais populosa do condado é Saint Augustine. Foi fundado em 21 de julho de 1821.

## Geografia
De acordo com o United States Census Bureau, o condado possui uma área de 2 128 km², dos quais 1 556 km² estão cobertos por terra e 572 km² por água.

## Demografia
Segundo o censo nacional de 2010, o condado possui uma população de 190 039 habitantes e uma densidade populacional de 122 hab/km². Possui 89 830 residências, que resulta em uma densidade de 58 residências/km².
Das quatro localidades incorporadas no condado, Saint Augustine é a mais populosa, com 12 975 habitantes, enquanto Saint Augustine Beach é a mais densamente povoada, com 1 125 hab/km². Marineland é a menos populosa, com 16 habitantes. De 2000 para 2010, a população de Marineland cresceu 167%. Apenas uma localidade possui população superior a 10 mil habitantes.